# Guamúchil
Guamúchil is een stad in de Mexicaanse deelstaat Sinaloa. Guamúchil heeft 61.862 inwoners (census 2005) en is de hoofdplaats van de gemeente Salvador Alvarado.
De stad werd gesticht in 1907 als spoorwegstation aan een spoorlijn van Guadalajara naar de Verenigde Staten. Guamúchil ligt in een vruchtbaar gebied; in de omgeving worden onder andere kikkererwten, tomaten en suikerriet verbouwd.

## Geboren
- Hilda Gaxiola (1972), beachvolleyballer